# Урлихс, Людвиг фон
Карл Людвиг фон Урлихс (нем. Ludwig von Urlichs; 9 ноября 1813, Оснабрюк, Нижняя Саксония — 3 ноября 1889, Вюрцбург, Королевство Бавария) — германский филолог-классик, археолог, педагог, политик и научный писатель.

## Биография
Окончил гимназию в Ахене, в 16-летнем возрасте поступил в Боннский университет изучать классическую филологию и там же заинтересовался археологией. В молодости, завершив обучение, предпринял несколько научных путешествий по Италии и Сицилии, осев на некоторое время в Риме. Живя в этом городе, помогал Эдварду Герхарду для сбора материалов к его многотомному труду о Риме, а также написал сам несколько трудов по топографии этого города, вошедших впоследствии в переработанном виде в его «Codex urhis Romae topographicus» (1871). В 1840 году вернулся из Рима в Бонн, в 1841 году габилитировался. С 1843 года как опытный археолог был принят Августом Вильгельмом Шлегелем на работу научным сотрудником художественного музея, впоследствии став его содиректором. Параллельно преподавал в Боннском университете, в 1844 году получил в нём звание экстраординарного профессора, а в 1847 году перешёл в университет Грайфсвальда, где стал сразу ординарным профессором классической филологии. С 1848 по 1852 год был членом прусской Палаты депутатов, входил также в состав так называемого Эрфуртского парламента. Планировал продолжить политическую карьеру, но в 1855 году принял приглашение возглавить кафедру классической филологии и эстетики в Вюрцбургском университете; параллельно был инспектором баварских гимназий, участвовал в разработке баварского школьного уложения, проводил обширные исследования в области археологии, а также курировал университетские коллекции древних артефактов: в частности, именно благодаря его усилиям университетский музей Вюрцбурга стал обладателем третьей по численности в Германии коллекцией античных ваз. В 1857 году был назначен советником баварского правительства, с 1866 года был членом Баварской академии наук. Имел несколько государственных наград, в том числе в 1880 году был награждён рыцарским крестом Ордена за заслуги перед баварской короной.
Главные работы: «Die Anfänge der griechischen Künstlergeschichte» (1871—1872), «Bemerkungen über den Olympischen Tempel und seine Bildwerke» (1877), «Verzeichniss der Antikensammlungen der Universität Würzburg»; «Chrestomatia Pliniana» (1857). По инициативе Урлихса было учреждено общество для исследования языческих и христианских древностей в бассейне Рейна, имеющее собственный орган, под названием «Jahrbücher des Vereins von Alterthumsfreunden im Rheinlande» (с 1842 года). Составленный Урлихсом краткий, но содержательный очерк истории классической филологии («Grundlegung und Geschichte der klassischen Altertumswissenschaft», 1886) вошёл в энциклопедию классической древности Мюллера («Handbuch der klassischen Altertumswissenschaft»). В последние годы жизни написал целый ряд биографических статей о филологах для издания «Allgemeine Deutsche Biographie».